# Гаврилко Михайло Омелянович
Миха́йло Омеля́нович Гаври́лко (5 вересня 1882, Гаврилки — осінь 1920, Полтава) — український громадський та військовий діяч, художник, скульптор. Учасник I-х визвольних змагань, чотар УСС, хорунжий Армії УНР, начальник штабу Сірої дивізії Армії УНР, повстанський отаман.

## Життєпис

В часі навчання

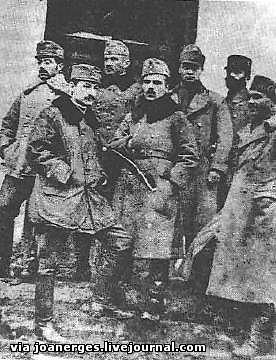
Група старшин УГА (зліва направо): отаман Н. Гірняк, поручник В. Старосольський, чотар М. Саєвич, полковник Д. Вітовський, чотар М. Гаврилко, І. Боберський, сотник О. Семенюк, до 2.08.1919

Народився на Козацьких хуторах поблизу Рунівщини (Полтавський повіт, Російська імперія, нині у складі села Гаврилки Полтавського району). Навчався в Миргородській художньо-промисловій школі ім. М. В. Гоголя в Опанаса Сластіона (1899—1904), Петербурзі — в Училищі технічного малювання (1904—1905), Краківській академії мистецтв (1907—1912). Удосконалював майстерність під час стажування в Парижі в Антуана Бурделя.

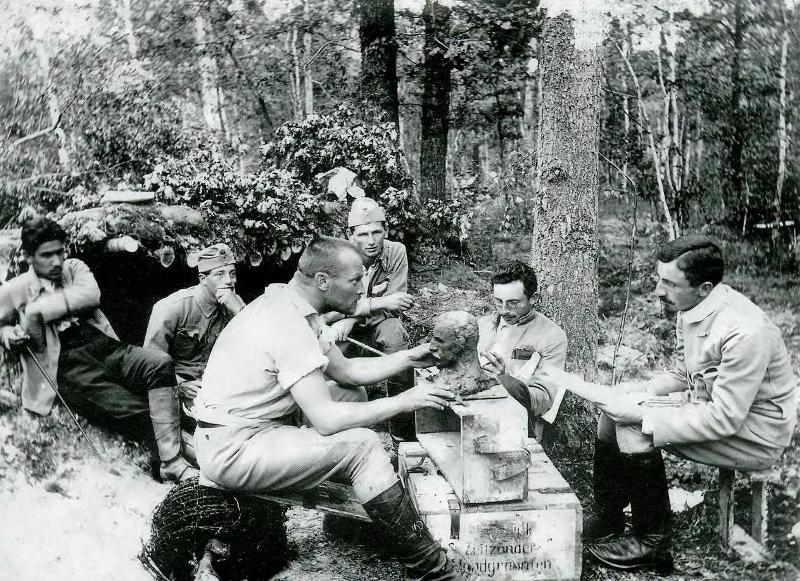
Михайло Гаврилко ліпить погруддя сотника Василя Дідушка (Войнилів, 1915)

Поряд із творчістю займався активною політичною діяльністю як член РУП, пізніше — УСДРП, з 1914 р. — СВУ. Згодом працював серед українських військовополонених у Фрайштадтському та інших таборах. З початком I СВ у 1915 р. вступив до УСС, командир саперної чоти. 1916—1918 рр. — хорунжий. З 1918-го перебував у складі Сірої дивізії, на початку 1920-х років — отаман на Полтавщині. Згідно зі спогадами Юрія Липи, Гаврилко був язичником, перед боєм завше звертався до Перуна. Відзначався бурхливим, не завжди врівноваженим характером.
Заарештований чекістами як керівник антибільшовицького повстання на Диканьщині, страчений у Полтаві восени 1920 p.

## Творча спадщина
Головні твори: «Ганнуся» (1909 p.), «Сироти», «Козак і дівчина», «Каменяр» (1915 р.), «Воля» (1916 p.). Виконав барельєф-медальйон та бюст для Полтавського театру (1919 p.), пам'ятник Т. Г. Шевченку в Кіцмані (на території приміщення гімназії, 1914; зруйнований при зайнятті російськими солдатами) і Косові. 1909 року видав збірку «На румовищах».

## Родина
1912 року Михайло Гаврилко виліпив погруддя Олени Гордієвської, з якою одружився 23 вересня 1917 року; вінчання відбулося в церкві Успіння Пресвятої Богородиці в с. Пісочній Стрийського району. Виховували двох доньок — Любов-Світлану (нар. 1918) та Надію-Оксану (нар. 1919).

## Вшанування пам'яті

Пам'ятник Михайлові Гаврилку в Болехові, літо 2018

- На честь нього названа Вулиця Михайла Гаврилка у місті Полтава.
- На честь нього названа Вулиця Михайла Гаврилка в Болехові.
- На честь нього названа центральна вулиця у Ковалівці.
- 7 вересня 2014 року у Болехові відкрили пам'ятник скульпторові та поету Михайлові Гаврилку[5].

### У літературі
23 червня 2011 р. вийшла у світ нова книга дослідника доби Визвольних змагань українського народу в 1914 — 1920-х рр. Романа Коваля «Михайло Гаврилко: і стеком, і шаблею». У книзі опубліковано близько 400 старовинних фотографій, більшість з яких стало доступними для широкого огляду вперше.
Перша презентація книжки відбулася у переповненому залі кінотеатру «Роди́на», що в центрі Вінниці. Наступні її презентації відбулися 6 липня 2011 року в Києві, в Національному музеї Тараса Шевченка та 14 липня 2011 року у Львові, у Львівському палаці мистецтв.
27 грудня 2013 р. у бібліотеці Історичного клубу «Холодний Яр» у серії «Видатні українці» вийшла нова книжка Романа Коваля «Шевченкіана Михайла Гаврилка».
|  | «Він прагнув війни з Росією, щоб відвоювати свою Батьківщину. 1915 року Михайло взяв участь у всіх визначних битвах УСС проти Росії – у Карпатах, під Болеховом та Семиківцями. 1916 року він відкривав перші українські школи на Волині, самовіддано захищаючи українських селян Волині від насильства австро-угорської влади, рішуче боровся проти полонізації Волині, яку здійснювали польські чинники австро-угорської військової влади. Гаврилко не ставився до гречкосіїв із погордою як Донцов, він добрим словом і добрими ділами спонукав їх ставати оборонцями рідної землі». Роман Коваль |